# 北門車站 (嘉義市)
北門車站位於台灣嘉義市東區，為林務局阿里山林業鐵路阿里山線之鐵路車站。北門車站最初的站房（當時稱為北門驛）完工啟用於1912年（明治45年），其實際的旅運業務曾一度轉至1973年（民國62年）啟用的站房。1998年舊站被指定為嘉義市市定古蹟。
2023年阿里山林鐵及文化資產管理處編列預算2700萬元，整修嘉義市定古蹟北門驛，因木造北門驛有蟲蛀、油漆剝落等情況，經1年多規劃設計，完成工程發包，2023年3月20日起進行施工，期間阿里山小火車暫停停靠。同年12月26日起移至新站房營運（嘉義市東區忠孝路306號，與北門車站飯店共構）。

## 歷史
1899年時，日本人在阿里山地區發現了大面積的森林，因此開始研擬採伐計畫，其中包含阿里山鐵道的修築。1910年10月1日，嘉義至竹頭崎之間的路段通車，阿里山鐵道開始局部營運，而北門驛也在當年完成啟用。與當時鐵路沿線上的其他車站有點不同的是，北門車站並不只是一般的車站而已，它與嘉義車站分別構成一面積非常廣大的木材專業區之東界與西界，附近設有包括營林所、貯木池、製材場之類與伐木有關的設施，以及負責車輛維修調度的北門修理工廠。
在森林資源開採停止之後，阿里山鐵路主要的用途漸漸被轉為觀光客運方面。今日的北門車站分為位於鐵路北側的新站與位於南側的舊站兩部分，實際的旅客運輸業務完全是由北邊的新站負責，而舊站部分則保留作為紀念館與觀光景點使用。雖然阿里山鐵路是舉世知名的山岳鐵路，但距離起點不遠的北門車站仍位於嘉義市的平原地帶，海拔只有31公尺。
- 1899年：日本人發現阿里山森林。
- 1912年：阿里山鐵道正式通車，開始有二萬坪至北門驛之間的木材載運列車開始行駛。
- 1918年：為服務鐵道沿線居民與登山者，林務單位開始在運材列車後方加掛客車兼營客運業務，稱為「便乘列車」。
- 1933年5月21日：位於嘉義與北門車站間的榮町車站，與位於北門與灣橋間的盧厝車站開始營業，阿里山鐵道開始具有通勤路線的作用[3]。
- 1973年：北門新站完工啟用[4]，原本的舊站則作為貨運與維修車站用途。
- 1998年：木造的舊北門車站在4月30日時被公告為嘉義市定古蹟，但卻在5月發生火災燒毀一半的房舍，11月時由嘉義林管處整修復原。
- 2001年：舊北門車站（北門驛）附近的景觀改善工程完成，門口前的道路被改為觀光用的行人徒步區。
- 2007年：7月1日上午9點07分，北門新站開出最後一班列車；7月2日，北門新站結束所有業務，站房重新移回北門舊站繼續營運[5]。

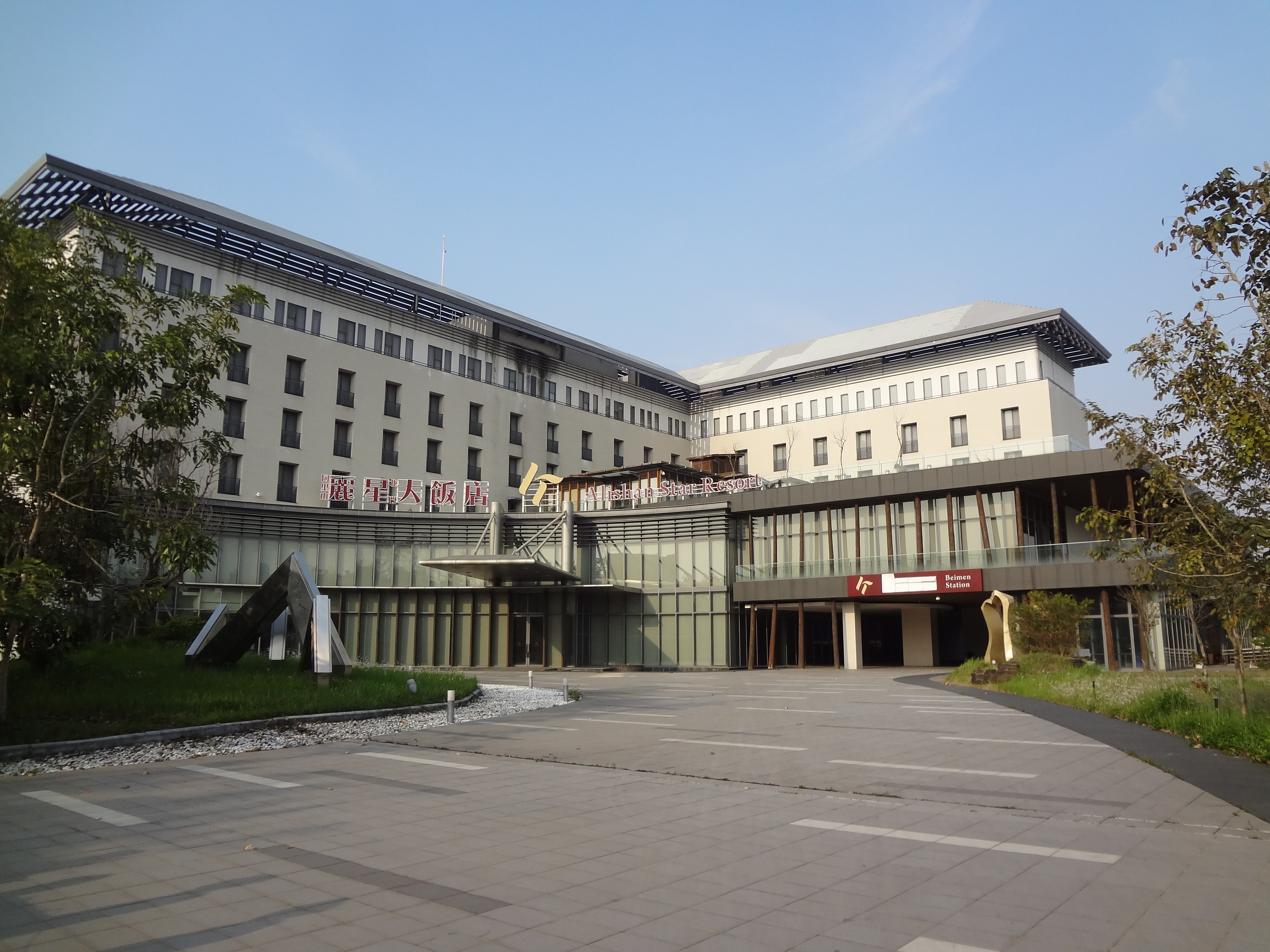
北門車站飯店（原阿里山麗星北門大飯店），北門新站位於右側一樓

- 2008年：宏都阿里山公司拆除北門新站，原址改建為阿里山麗星北門大飯店，2009年底完工[6]。
- 2010年3月24日：林務局終止委託宏都阿里山公司經營阿里山森林鐵路[7]。
- 2013年6月28日：臺灣嘉義地方法院一審判決，宏都阿里山公司違約，應無償移轉阿里山麗星北門大飯店給林務局。宏都阿里山公司對一審判決不服，提起上訴[8]。
- 2016年5月26日：臺灣高等法院臺南分院二審判決林務局敗訴，林務局終止契約確定為無效，從而契約關係仍存在，雙方應繼續履行BOT契約標的。林務局對二審判決不服，提起上訴。
- 2021年7月29日：在臺灣高等法院臺南分院調解下，農委會林務局與宏都阿里山公司簽署和解筆錄，林務局將以新臺幣7.58億元價購北門車站飯店所有權。[9]
- 2023年3月20日：本站進行施工，暫停列車停靠。
- 2023年12月26日：原有旅運服務移轉至新站房，並自該日起恢復營運。[10]

## 車站周邊

### 公家機關
- 嘉義市政府
- 臺灣嘉義地方法院
- 嘉義市政府文化局
- 行政院農業委員會林務局嘉義林區管理處
- 法務部調查局嘉義市調查站

### 學校
- 嘉義市立北興國民中學
- 嘉義市東區嘉北國民小學
- 國立嘉義大學林森校區
- 國立嘉義大學附設國民小學

### 休閒場所
- 嘉義市立文化中心
- 嘉義市立博物館
- 獄政博物館
- 檜意森活村
- 阿里山森林鐵路車庫園區 （页面存档备份，存于）
- 埤仔頭植物園
- 香湖公園
- 家樂福北門店
- 森林之歌
- 嘉義秀泰廣場
- 九華山地藏庵
- 玉山旅社
- 北門森鐵故事館

## 轉乘運輸

### 嘉義公車捷運
| 路線 | 業者     | 行先                       | 停靠站   |
| ---- | -------- | -------------------------- | -------- |
| 7212 | 嘉義客運 | 宏仁女中－故宮南院（本館） | 文化中心 |

### 嘉義市公車
| 路線                    | 業者     | 行先                                             | 停靠站             |
| ----------------------- | -------- | ------------------------------------------------ | ------------------ |
| 忠孝新民幹線(紅線)      | 國光客運 | 忠孝北街－勞工育樂中心                           | 文化中心           |
| 忠孝新民幹線支線(紅A線) | 國光客運 | 民雄工業區服務中心－彌陀夜市                     | 文化中心           |
| 光林我嘉線(黃線)        | 國光客運 | 港坪運動公園－蘭潭                               | 檜意森活村（北門） |
| 光林我嘉線支線(黃A線)   | 國光客運 | 港坪運動公園－蘭潭                               | 檜意森活村（北門） |
| 樂活1路                 | 捷乘交通 | 濟美仁愛之家－榮民醫院長照點                     | 檜意森活村（北門） |
| 樂活9路                 | 捷乘交通 | 榮民醫院長照點－東洋新村--泰勒瓦莊園（僅限預約） | 檜意森活村（北門） |

### 公路客運
| 編號  | 經營業者           | 乘車站名   | 行先          | 備註                                                                                   |
| ----- | ------------------ | ---------- | ------------- | -------------------------------------------------------------------------------------- |
| 6880  | 員林客運           | 嘉義林務局 | 嘉義—西螺     | 經由民雄、大林、斗南；站牌位於文化中心候車亭                                           |
| 7202  | 嘉義客運           | 文化中心   | 嘉義—北港     | 經由民雄、新港                                                                         |
| 7203  | 嘉義客運           | 文化中心   | 嘉義—土庫     | 經由溪口                                                                               |
| 7204  | 嘉義客運           | 文化中心   | 嘉義—溪口     | 經由民雄                                                                               |
| 7217  | 嘉義客運           | 文化中心   | 嘉義—蒜頭     | 部份班次繞駛宏仁女中校門前之宏仁女中1站。                                              |
| 7304  | 嘉義縣公車處       | 文化中心   | 嘉義—梅山     | 經由大林；部份班次繞駛大林慈濟醫院。                                                   |
| 7305  | 嘉義縣公車處       | 文化中心   | 嘉義—檳榔宅   | 經由台斗坑、中、溪底寮、十四甲                                                         |
| 7309  | 嘉義縣公車處       | 文化中心   | 嘉義—中正大學 | 經由頭橋、民雄、豐收；部份班次延駛南華大學。                                           |
| 7312  | 嘉義縣公車處       | 北門       | 嘉義—溪心寮   | 與檜意森活村為同一站位                                                                 |
| 7313  | 嘉義縣公車處       | 北門       | 嘉義—溪心寮   | 經由松腳；與檜意森活村為同一站位                                                       |
| 7315  | 嘉義縣公車處       | 文化中心   | 嘉義—瑞峰     | 部份班次繞駛大林慈濟醫院。                                                             |
| 7316  | 嘉義縣公車處       | 文化中心   | 嘉義—崙子     | 經由溪口                                                                               |
| 7319  | 嘉義縣公車處       | 北門       | 嘉義—番路     | 經由內埔；部份班次延駛黎明國小，繞駛塘下寮、嘉義市學區、靈巖寺。與檜意森活村為同一站位 |
| 7321  | 嘉義縣公車處       | 北門       | 嘉義—松腳     | 部份班次繞駛竹崎高中、嘉義市學區。與檜意森活村為同一站位                               |
| 7323A | 嘉義縣公車處       | 北門       | 嘉義—梅山     | 經由竹崎；繞駛內埔。與檜意森活村為同一站位                                             |
| 7323B | 嘉義縣公車處       | 北門       | 嘉義—梅山     | 經由竹崎；繞駛竹崎高中。與檜意森活村為同一站位                                         |
| 7700  | 台西客運、嘉義客運 | 文化中心   | 嘉義—斗六     | 經由頭橋、民雄                                                                         |
| 7701  | 台西客運、嘉義客運 | 文化中心   | 嘉義—麥寮     | 經由頭橋、民雄、三疊溪（溪口）、大林、斗南、惠來厝、崙背                               |

### 公共自行車
- 嘉義市公共自行車租賃系統：
  - 檜意森活村：忠孝路284號(旁)

## 利用狀況
- 本站除停靠上下山列車外，也有以「嘉義–北門」模式營運列車停靠，現已改為週末「檜來嘉驛」檜木列車。
- 各級列車皆停靠。

## 圖片集

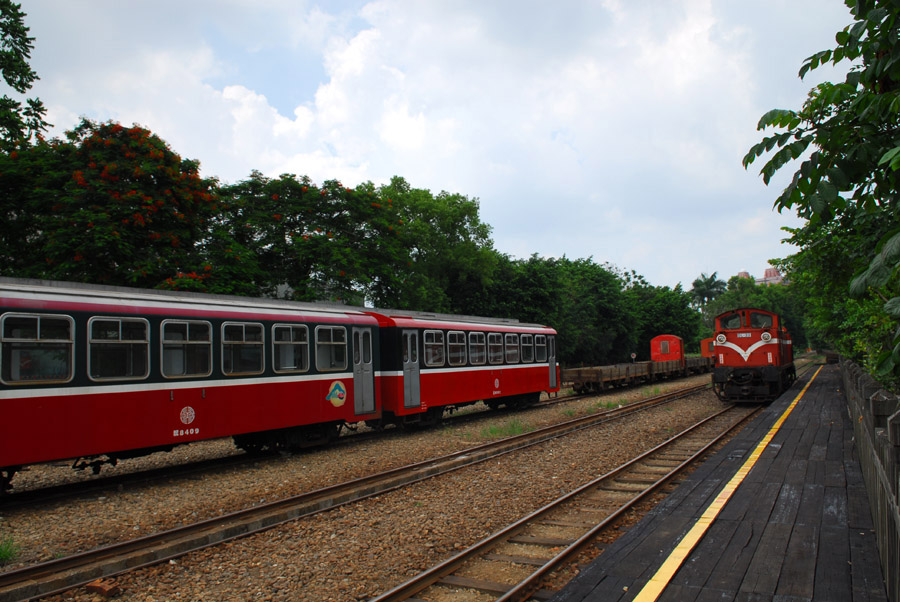
停在北門車站中的阿里山森林鐵路車頭與各式車廂
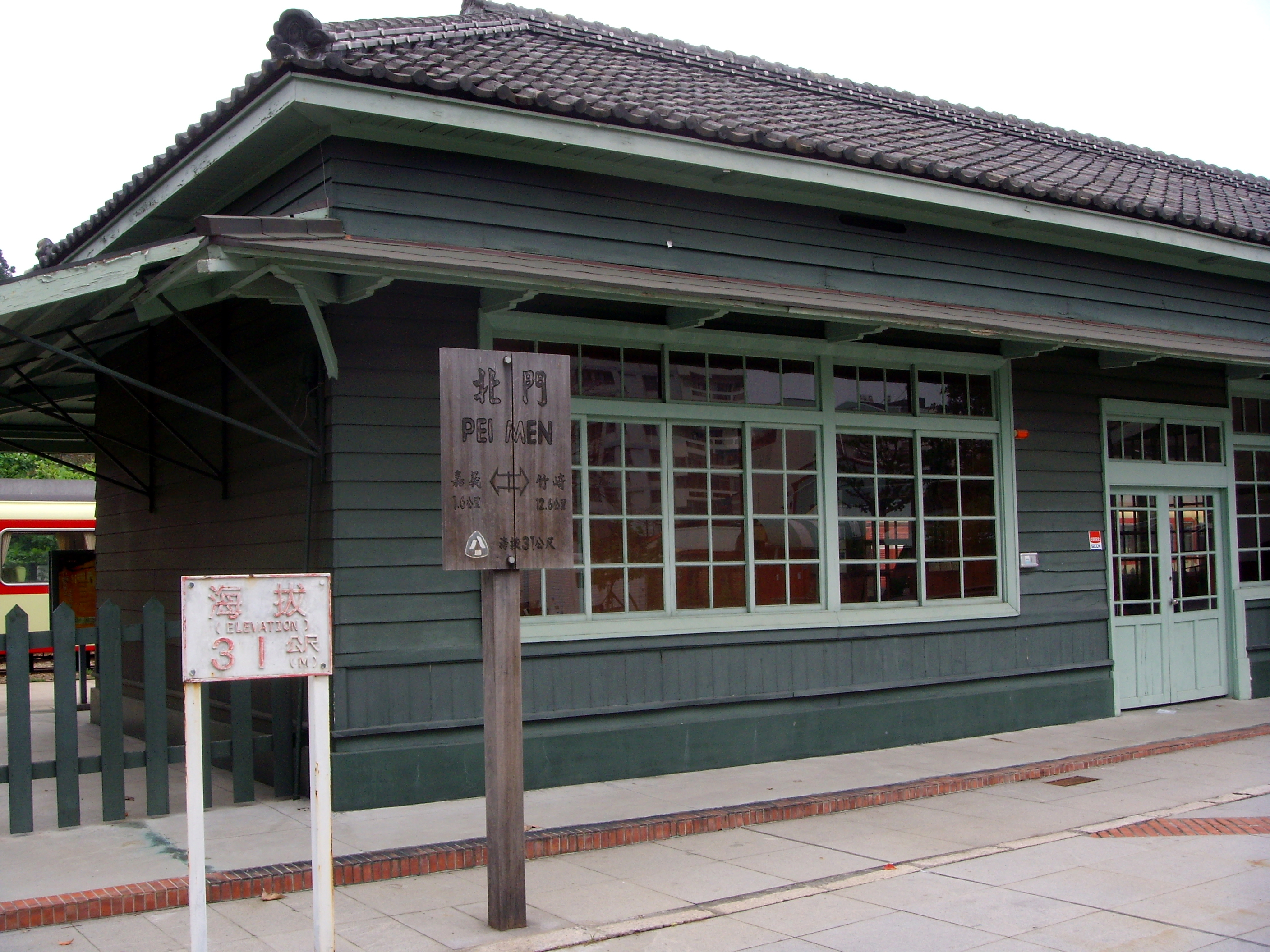
舊北門車站標示牌
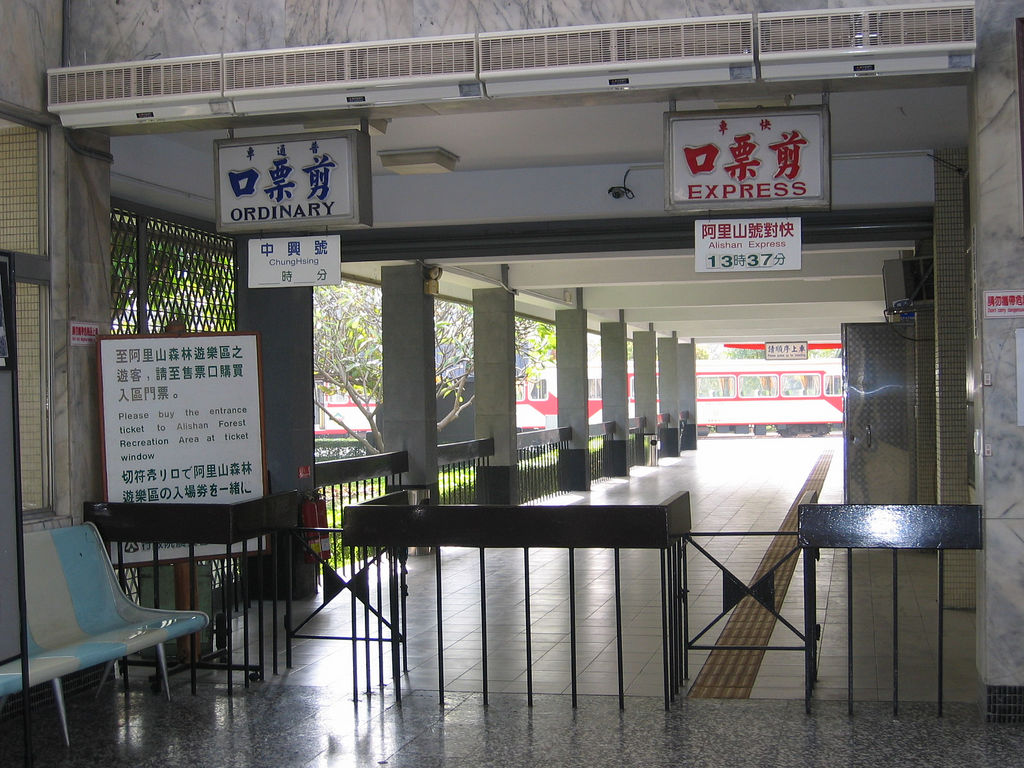
新站剪票口
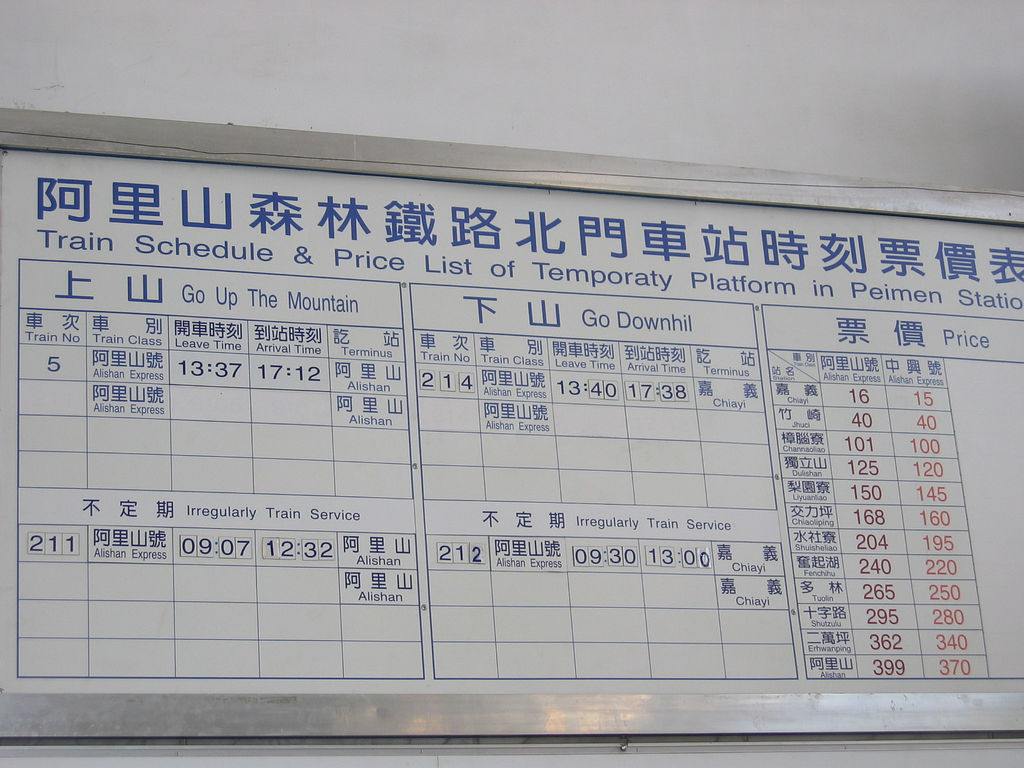
時刻表
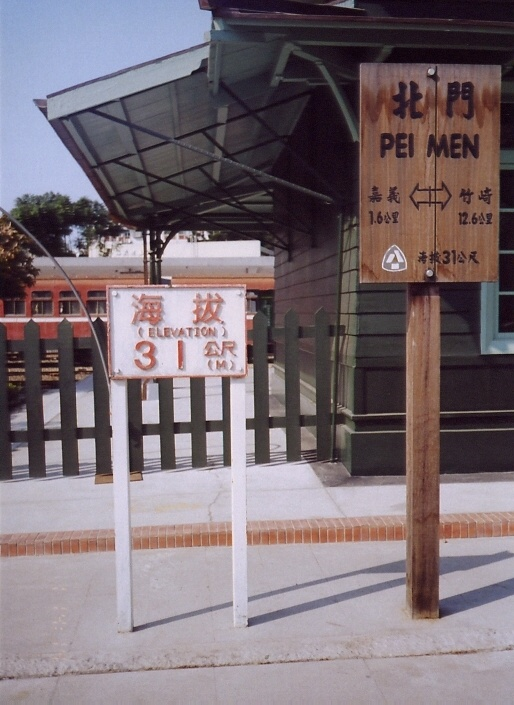
北門車站牌
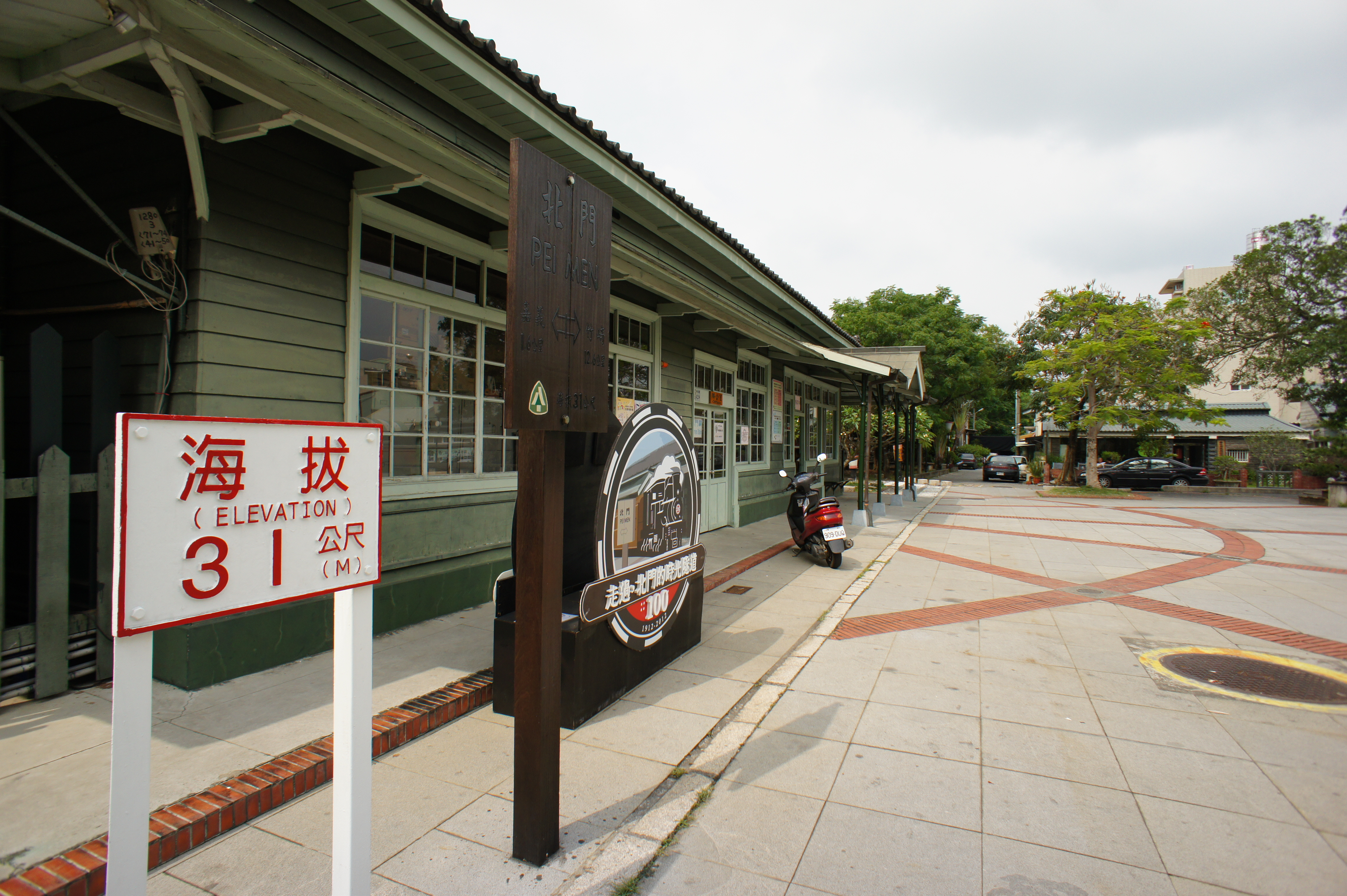
北門驛海拔31公尺
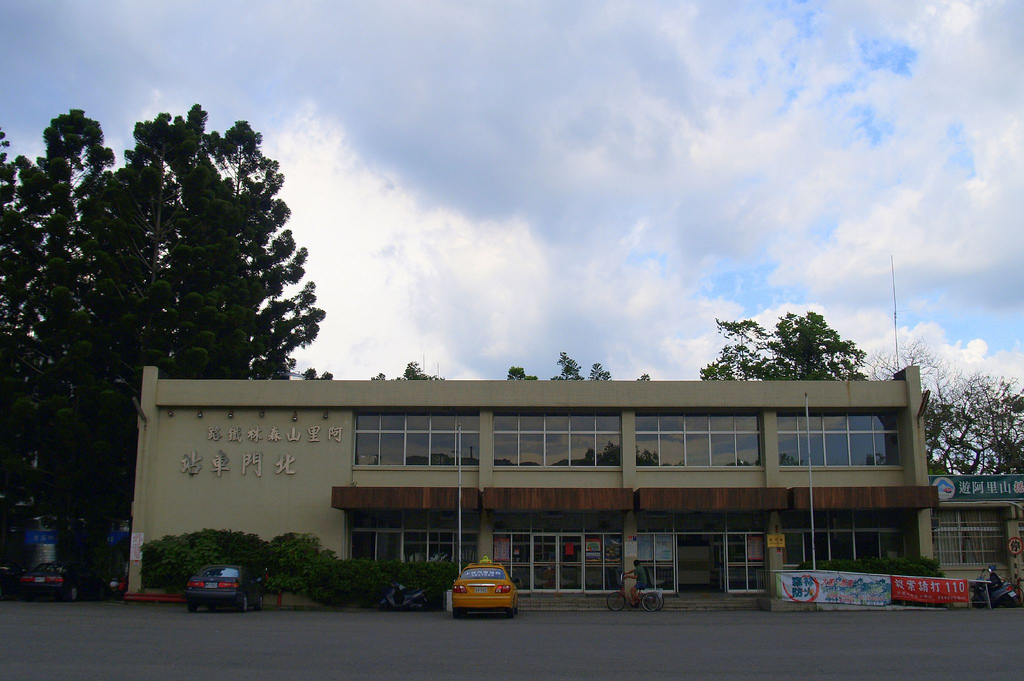
已拆除的1973年北門新站站房
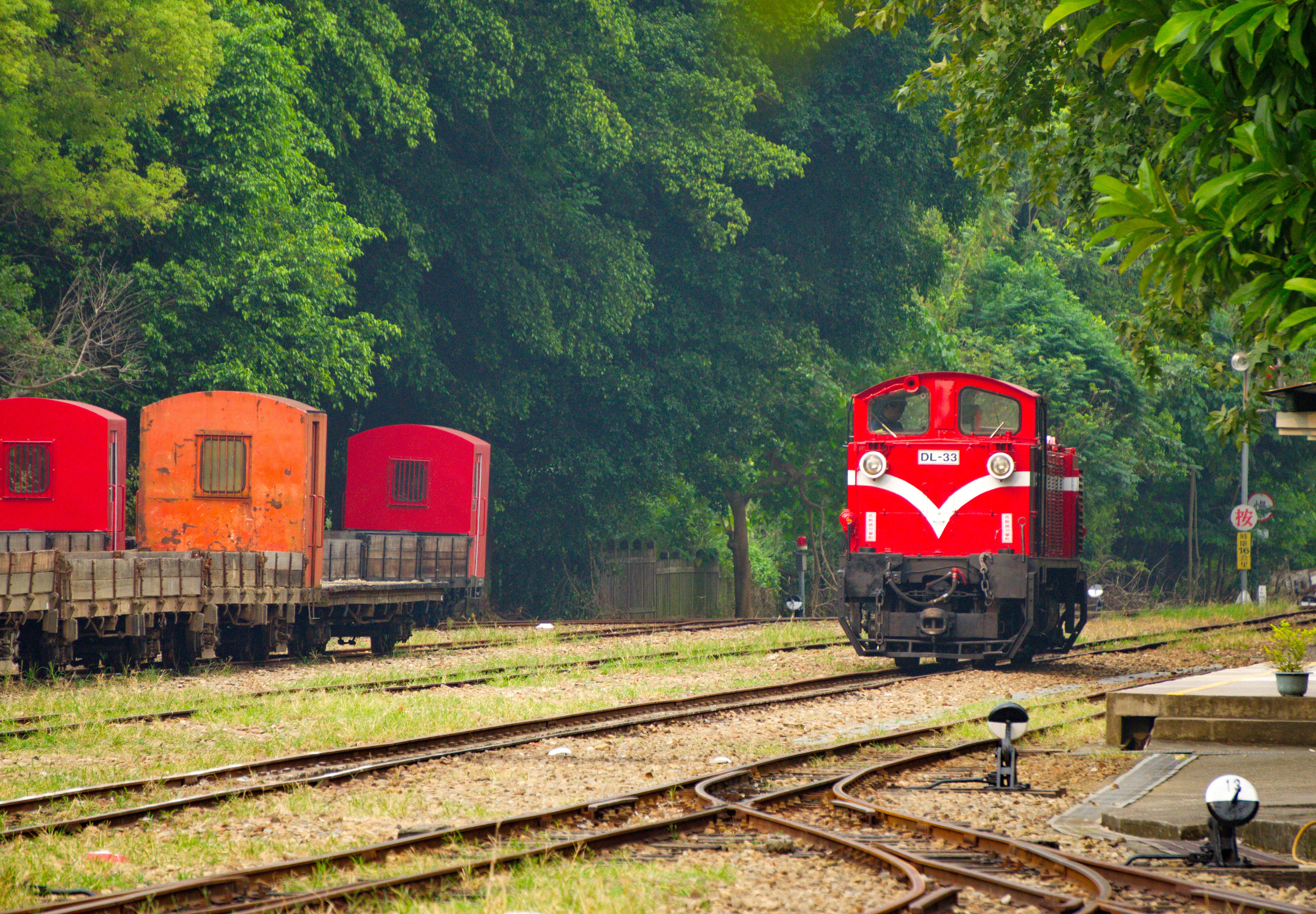
在北門車站（右方）的阿里山森林鐵路柴油機車DL-33
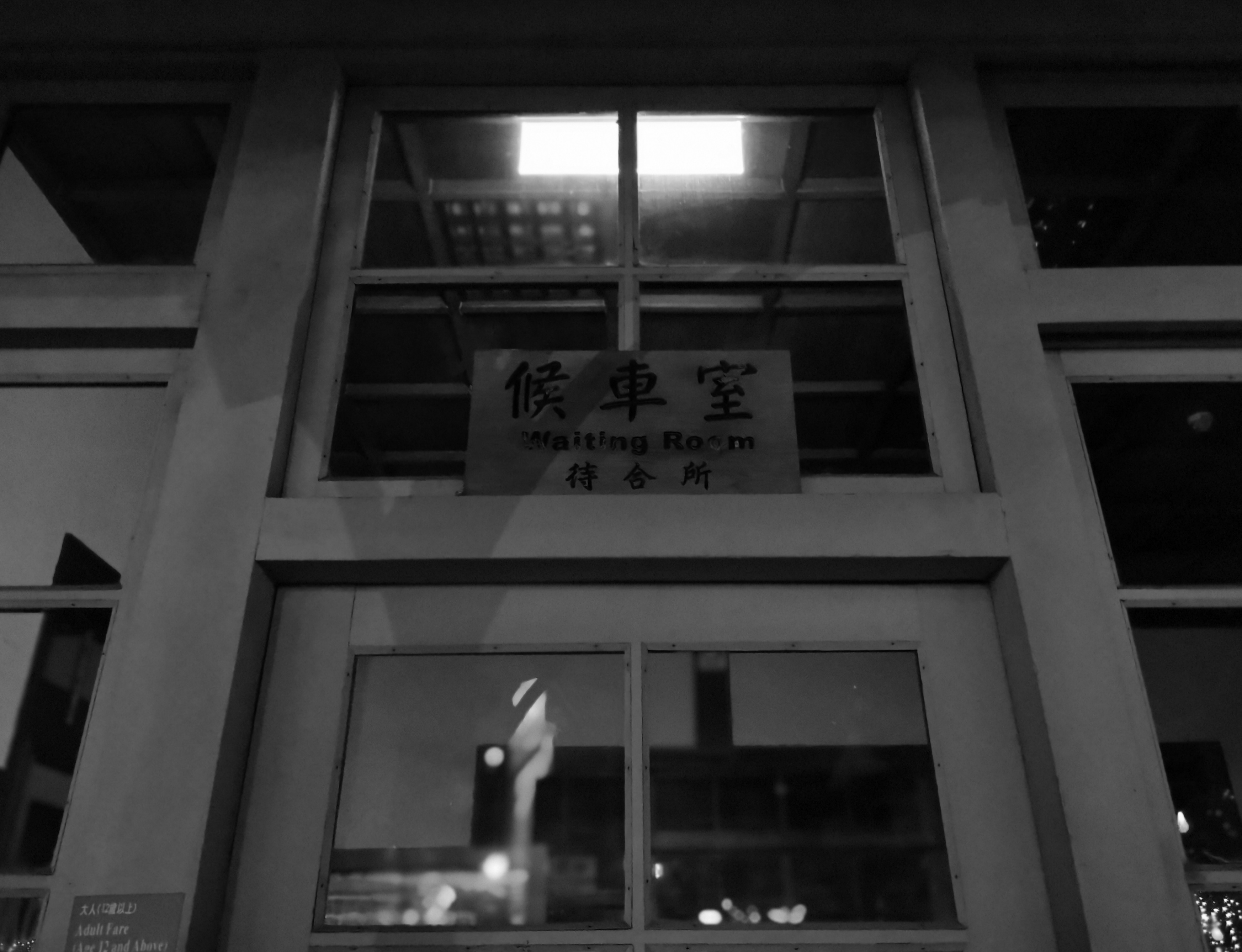
北門車站-候車室
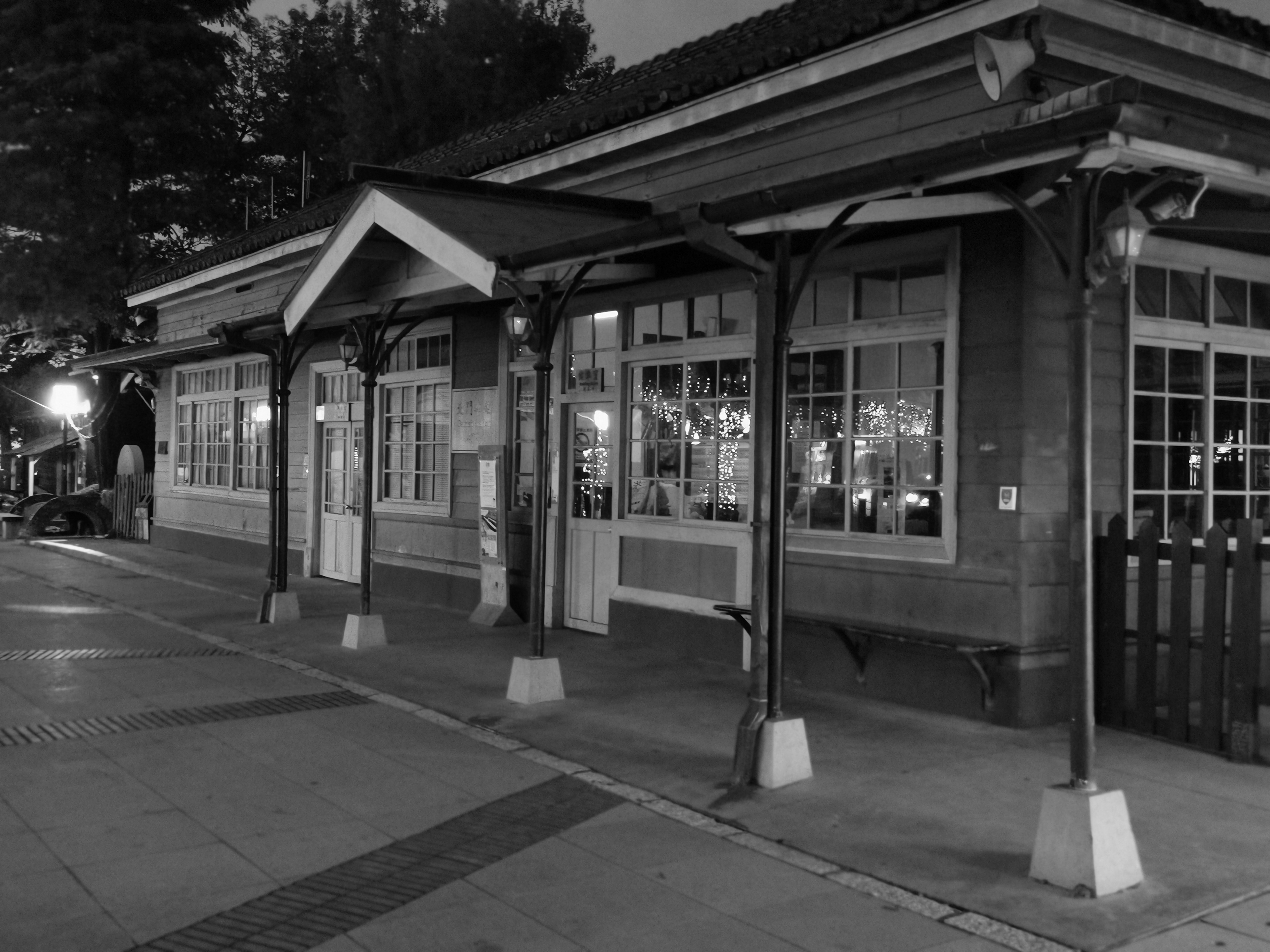
嘉義北門車站
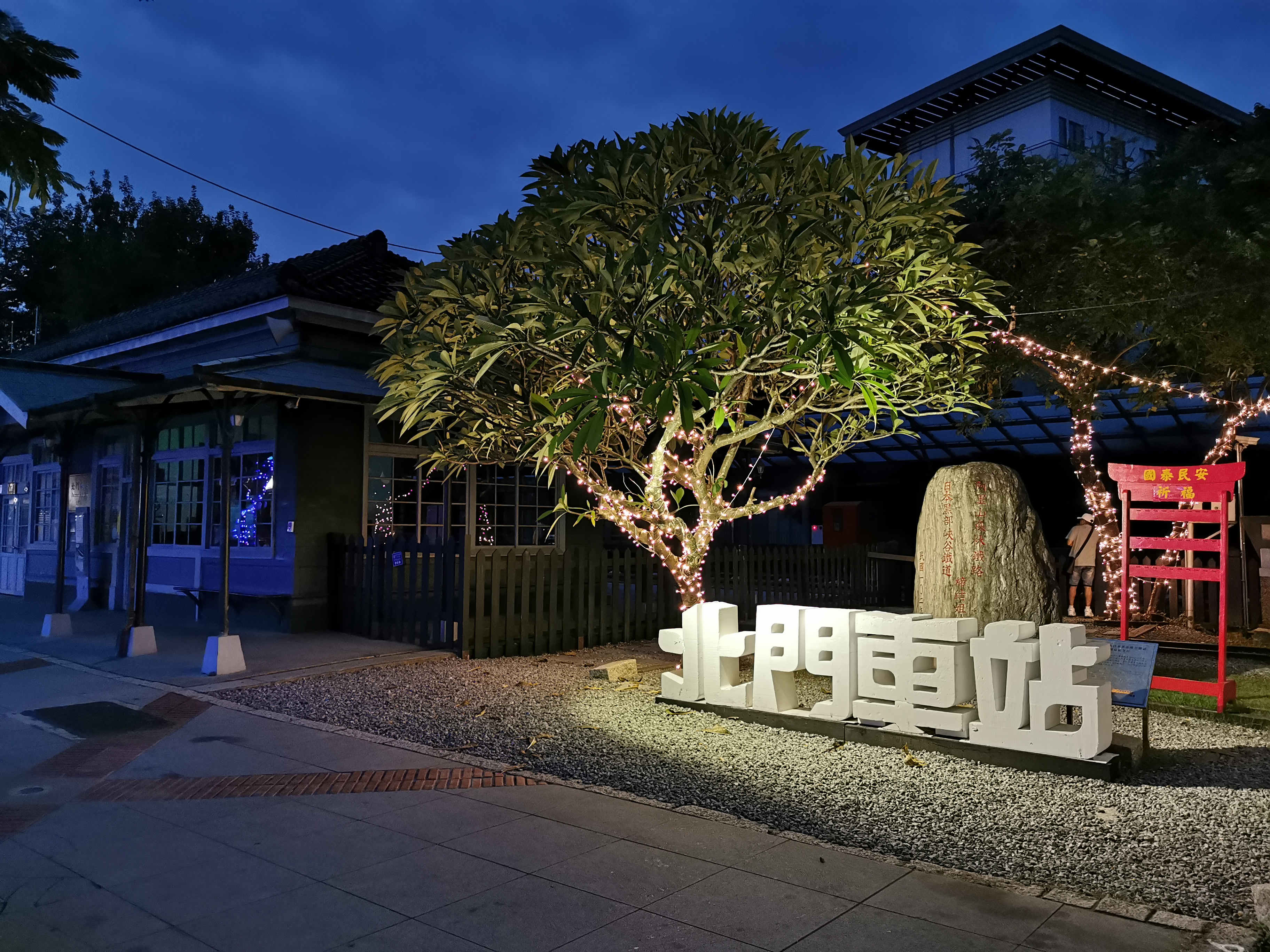
北門車站
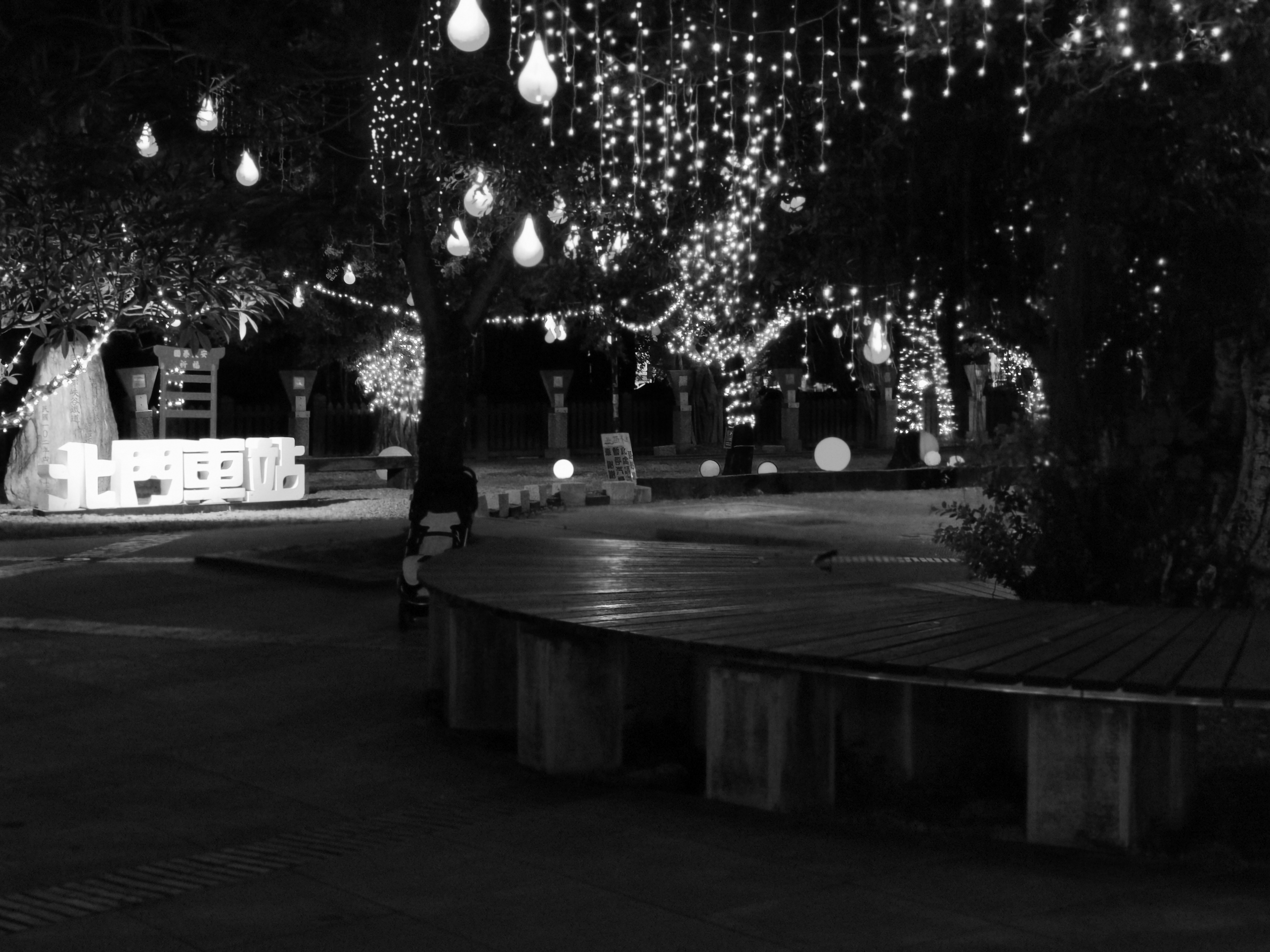
嘉義北門車週邊景物

## 外部連結
- 北門車站（阿里山林業鐵路）（页面存档备份，存于）
- 阿里山鐵路北門驛——文化部文化資產局（页面存档备份，存于）

23°29′16″N 120°27′16″E / 23.48778°N 120.45444°E